# 조계산 송광사사고
조계산 송광사사고(曺溪山 松廣寺史庫)은 전라남도 순천시 송광면 송광사에 있는 일제강점기의 책이다. 2014년 10월 29일 대한민국의 국가등록문화재 제634호로 지정되었다.

## 개요
송광사나 한국불교사의 기본적인 자료일 뿐만 아니라, 미술사, 건축사, 사원경제사, 지방사회사, 문화사, 문화재의 보존과 연구에 중요한 자료이다.
조선시대 및 일제 초기에 이르는 한국 불교사의 흐름을 집약적으로 보여주는 것으로 사지 자료의 다양한 가치를 종합적으로 가지고 있다.

## 참고 자료
- 조계산 송광사사고 - 국가유산청 국가유산포털